# 扎勒米·哈利勒扎德
扎勒米·哈利勒扎德（英語：Zalmay Khalilzad，普什圖語：‎，1951年3月22日—），是一名美国籍阿富汗裔外交官。他是现任美國阿富汗和解問題特別代表（U.S. Special Representative for Afghanistan Reconciliation），也曾經擔任美国驻阿富汗和伊拉克大使。成为外交官前，他在智庫工作。
哈利勒扎德出生在阿富汗一个普什图族家庭并分别在贝鲁特和芝加哥接受大学教育。1979年至1989年曾经在哥伦比亚大学担任助理教授。
2021 年 10 月，美国有线电视新闻网报道称，美国驻阿富汗首席特使扎尔迈·哈利勒扎德将在美军在阿富汗撤军结束后辞去在阿富汗的职务。